# Engsbergen
Engsbergen is een dorp en parochie in de gemeente Tessenderlo-Ham, in de Belgische provincie Limburg. De plaats telde 2538 inwoners in 2008.

## Geschiedenis
Het dorp ontstond als kleine plaats in de loop van de middeleeuwen samen met de andere kleine kernen van de gemeente Tessenderlo. In de plaats bevond zich in de 15e eeuw reeds een kapel. In 1806 werd Engsbergen een onafhankelijke parochie. De huidige kerk, de Sint-Luciakerk, werd in 1840 gebouwd.

## Natuur en landschap
Engsbergen ligt in een bosrijk gebied. In het noorden vindt men natuurgebied Gerhagen, waar zich ook een bosmuseum bevindt. In het zuiden, nabij en over de grens met Vlaams-Brabant, bevindt zich het domein Asdonk, met natuurgebieden Dassenaarde-Groot Asdonk en De Schans. Hier loopt ook het bekensysteem van de Winterbeek met parallelbeken.

## Sport
In het seizoen 2014-2015 fuseerde het plaatselijke VK Penarol met KVV Thes Sport Tessenderlo. De club hield op onafhankelijk te bestaan. De velden worden weliswaar nog gebruikt voor onder meer trainingen van de jeugd van Thes Sport en thuismatchen van Torma Engsbergen.

## Bezienswaardigheden
- De Sint-Luciakerk, een neoclassicistisch bouwwerk uit 1840, met een koor uit 1669.
- De Engsbergse Molen, een molenrestant uit 1826

## Bekende Engsbergenaren
- Henry Briers de Lumey (1869-1946), politicus en auteur
- Charles Wellens (1889-1958), schilder
- Rik Clerckx (1936-1985), atleet

## Nabijgelegen kernen
Schoot, Deurne, Diest, Averbode
Deelgemeenten: Kwaadmechelen · Oostham · Tessenderlo

Overige kernen: Berg · Engsbergen · Genebos · Genendijk · Hulst · Schoot

Belgische gemeenten · Arrondissement Hasselt · Limburg · Vlaanderen